# Herpes genital
Herpesul genital este o boală cu transmitere sexuală întâlnită frecvent, pe care o poate contracta orice persoană activă din punct de vedere sexual. De multe ori, persoana infectată nici nu știe că a contractat infecția, din cauză că simptomele nu apar sau trec neobservate. Infecția cu virusul herpes genital (Herpes simplex II) este contagioasă și se transmite chiar și atunci când leziunile partenerului afectat nu sunt vizibile, prin orice tip de contact sexual, vaginal, anal sau oral. Perioada de incubație durează între 2 și 12 zile.